# Élections nationales monégasques de 2013
Les élections nationales se sont tenues à Monaco le 10 février 2013 afin de renouveler le Conseil national, qui constitue l'unique chambre parlementaire de la principauté. Il s'agit d'un scrutin plurinominal ; les 24 conseillers sont élus pour cinq ans au suffrage universel. 16 conseillers sont élus au scrutin majoritaire et huit au scrutin proportionnel.
Un total de 72 candidats se présentent aux 6 824 électeurs sous trois listes concurrentes : Horizon Monaco, Renaissance et Union monégasque.
Au terme du scrutin, la liste d'opposition Horizon Monaco emporte une large victoire et obtient 20 sièges, contre trois pour la liste Union monégasque, jusque-là majoritaire au Conseil national, et un siège pour la liste Renaissance,.

## Résultats
|                          |                          |         |       |        |               |
| Partis                   | Partis                   | Votes   | %     | Sièges | +/-           |
|                          | Horizon Monaco (HM)      | 56 472  | 50,34 | 20     | 17            |
|                          | Union monégasque (UM)    | 43 743  | 38,99 | 3      | 18            |
|                          | Renaissance (R)          | 11 964  | 10,67 | 1      | 1             |
| Total des voix           | Total des voix           | 112 179 | 100   |        |               |
|                          |                          |         |       |        |               |
| Votes valides            | Votes valides            | 4 866   | 95,64 |        |               |
| Votes blancs             | Votes blancs             | 63      | 1,24  |        |               |
| Votes invalides          | Votes invalides          | 159     | 3,12  |        |               |
| Total                    | Total                    | 5 088   | 100   | 24     | en stagnation |
| Abstentions              | Abstentions              | 1 737   | 25,45 |        |               |
| Inscrits / participation | Inscrits / participation | 6 825   | 74,55 |        |               |

## Conseillers élus
| Scrutin               | Conseillers élus           | Parti | Parti |
| --------------------- | -------------------------- | ----- | ----- |
| Scrutin majoritaire   | Jacques Rit                |       | HM    |
| Scrutin majoritaire   | Christophe Steiner         |       | HM    |
| Scrutin majoritaire   | Laurent Nouvion            |       | HM    |
| Scrutin majoritaire   | Marc Burini                |       | HM    |
| Scrutin majoritaire   | Christophe Robino          |       | HM    |
| Scrutin majoritaire   | Thierry Poyet              |       | HM    |
| Scrutin majoritaire   | Caroline Rougaignon-Vernin |       | HM    |
| Scrutin majoritaire   | Pierre Svara               |       | HM    |
| Scrutin majoritaire   | Philippe Clerissi          |       | HM    |
| Scrutin majoritaire   | Thierry Crovetto           |       | HM    |
| Scrutin majoritaire   | Jean-Charles Allavena      |       | HM    |
| Scrutin majoritaire   | Nathalie Amoratti-Blanc    |       | HM    |
| Scrutin majoritaire   | Valérie Rossi              |       | HM    |
| Scrutin majoritaire   | Béatrice Fresko-Rolfo      |       | HM    |
| Scrutin majoritaire   | Sophie Lavagna             |       | HM    |
| Scrutin majoritaire   | Claude Boisson             |       | HM    |
| Scrutin proportionnel | Jean-Michel Cucchi         |       | HM    |
| Scrutin proportionnel | Christian Barilaro         |       | HM    |
| Scrutin proportionnel | Daniel Boeri               |       | HM    |
| Scrutin proportionnel | Alain Ficini               |       | HM    |
| Scrutin proportionnel | Jean-Louis Grinda          |       | UM    |
| Scrutin proportionnel | Jean-François Robillon     |       | UM    |
| Scrutin proportionnel | Bernard Pasquier           |       | UM    |
| Scrutin proportionnel | Éric Elena                 |       | R     |